# Paramètres Thiele/Small
 (janvier 2024).
Les paramètres Thiele/Small (communément abrégés paramètres T/S ou TSP) sont un ensemble de paramètres électromécaniques qui définissent les performances spécifiées à basse fréquence d'un haut-parleur. Ces paramètres sont publiés dans les fiches techniques par les fabricants de haut-parleurs afin que les concepteurs disposent d'un guide pour choisir les haut-parleurs disponibles dans le commerce pour la conception des haut-parleurs. 

## Histoire
L'article de Chester W. Rice et Edward W. Kellogg datant de 1925, alimenté par les progrès de la radio et de l'électronique, a accru l'intérêt pour les haut-parleurs à rayonnement direct. En 1930, A. J. Thuras des laboratoires Bell brevète (brevet américain no 1869178) son Sound Translating Device (essentiellement une boîte ventilée), ce qui témoigne de l'intérêt porté à l'époque à de nombreux types de conception d'enceintes. Les progrès en matière de conception et d'analyse des enceintes de haut-parleurs à l'aide de circuits acoustiques analogues, réalisés par des acousticiens universitaires comme Harry F. Olson, se poursuivent jusqu'en 1954, date à laquelle Leo L. Beranek, du Massachusetts Institute of Technology, a publié Acoustics, un ouvrage résumant et développant l'électroacoustique de l'époque. J. F. Novak utilise de nouvelles hypothèses simplificatrices dans une analyse présentée dans un article de 1959, qui aboutit à une solution pratique pour la réponse d'un haut-parleur donné dans des boîtes scellées et ventilées, et établit également leur applicabilité par des mesures empiriques. En 1961, s'appuyant fortement sur les travaux de Novak, A. N. Thiele a décrit une série d'« alignements » de caissons scellés et ventilés (c'est-à-dire des conceptions d'enceintes basées sur la théorie du filtre électrique), ) dans une publication parue dans une revue australienne. Cet article est resté relativement inconnu en dehors de l'Australie jusqu'à sa republication dans le Journal of the Audio Engineering Society en 1971,. Il est important de noter que le travail de Thiele négligeait les pertes de l'enceinte et, bien que l'application de la théorie des filtres soit toujours importante, ses tables d'alignement ont maintenant peu d'utilité dans le monde réel en raison de la négligence des pertes de l'enceinte.
Beaucoup d'autres ont continué à développer divers aspects de la conception des enceintes de haut-parleurs dans les années 1960 et au début des années 1970. De 1968 à 1972, J. E. Benson publie trois articles dans une revue australienne qui analysaient en profondeur les conceptions de radiateurs scellés, ventilés et passifs, en utilisant tous le même modèle de base, qui incluait les effets des pertes de l'enceinte, des fuites et des orifices. En juin 1972, Richard H. Small publie dans le Journal of the Audio Engineering Society une série d'articles très influents sur l'analyse des systèmes de haut-parleurs à radiateur direct, y compris les systèmes de haut-parleurs à caisson fermé,, à caisson ventilé,,, et à radiateur passif,, en reprenant et en approfondissant les travaux de Thiele. Ces articles sont également publiés à l'origine en Australie, où il avait suivi des études supérieures et où son directeur de thèse était J. E. Benson. Les travaux de Benson et de Small se chevauchent considérablement, mais diffèrent en ce sens que Benson utilise des programmes informatiques et Small des simulateurs analogiques. Small a également analysé les systèmes, y compris les pertes dans les boîtiers. Richard H. Small et Garry Margolis, ce dernier de JBL, ont publié un article dans le Journal of the Audio Engineering Society (juin 1981), qui a refondu une grande partie des travaux publiés jusqu'alors sous des formes adaptées aux calculateurs programmables de l'époque.

## Paramètres fondamentaux
Ce sont les paramètres physiques du haut-parleurs, mesurés pour des signaux de faible puissance et utilisés dans les modèles de circuits électriques équivalents.
- {\displaystyle S_{\rm {d}}} – La section équivalente de la membrane, en mètres carré.
- {\displaystyle M_{\rm {ms}}} – La masse de la membrane et de la bobine, en incluant la charge acoustique, en kilogramme. La masse de la membrane et de la bobine seules est définie par {\displaystyle M_{\rm {md}}}.
- {\displaystyle C_{\rm {ms}}} – La souplesse des suspensions, en mètres par Newton (l'inverse de la raideur).
- {\displaystyle R_{\rm {ms}}} – La résistance mécanique des suspensions, en N·s/m.
- {\displaystyle L_{\rm {e}}} – L'induction de la bobine, en Henry (H) (en général 1 kHz pour des haut-parleurs basses fréquences).
- {\displaystyle R_{\rm {e}}} – La résistance de la bobine en tension continue, en Ohms.
- {\displaystyle Bl} – Le produit de densité de flux magnétique dans l'espace d'air (entre la bobine et l'aimant du haut-parleur) et la longueur du fil constituant la bobine, en Tesla·mètres (T·m).